# 不来方
不来方（こずかた）は、現在の岩手県盛岡市を指し示す言葉である。「盛岡」が都市名として使われ始めた時期については諸説あるが、「不来方」は、少なくとも570年の間存在する由緒ある名であることから、現在、盛岡の雅称として使われることがある。
南部氏による開府当時、居城名も「不来方城」であり、この時、都市名として「盛岡」という地名は存在しなかった。

## 変遷

### 「不来方」の発祥
伝承によれば、かつてこの地には「羅刹」と呼ばれる鬼がいて、人里を荒らしまわっていた。このことに困っていた里人たちが、三ツ石（盛岡市に現存する「三ツ石神社」）の神に祈願したところ、鬼は神によって捕らえられた。この時、鬼が二度とこの地に来ない証として、岩に手形を残した。これが「岩手郡」、のちに岩手へと連なる地名の由来である。また、「二度と来ない方向」の意味で、一帯に「不来方」の名が付されたと伝えられている。日本地名研究所の所長を務めた谷川彰英は、「鬼」は蝦夷を指すのではないかと指摘している。
また「さぁさぁ踊れ」と人々が囃し、奉納した踊りが、「さんさ踊り」だとされ、現在でも盛岡の夏の風物詩として受け継がれている。
さらに、三ツ石神社のある盛岡市名須川町はかつて「三ツ割村（みつわりむら）」の一部であり、「三ツ石」の伝承が地名成立に影響を与えてきたことが知られる。

### 「不来方」から「森ヶ岡」へ
三戸城下から進出した時の南部藩主南部利直が「不来方」という名を「心悪しき文字」と忌み嫌ったため「森ヶ丘」と改名した。「森ヶ丘」が訛って「森岡」となり、南部重信が表記を「盛岡」と定めた。「盛岡」が城下町の名として用いられるまで、当地は「不来方」の名で呼ばれたと伝えられる。これは「永福寺」所在地の裏山が「森ヶ岡」と呼ばれたことに関わると見られる。

### 「森ヶ岡」から「盛岡」へ
永福寺の山号は、現在「宝珠盛岡山」である。「盛岡」は、江戸時代後期の元禄期、当時の南部藩主・南部重信と、盛岡城の鬼門を鎮護する真言密教寺院、永福寺・第四十二世清珊法印との連歌によって生まれたと伝えられる。
- 幾春も　華の惠の露やこれ　宝の珠の　盛る岡山

城下町として「盛岡」の名が定着、後に藩名そのものも「南部」から「盛岡」へ改められ、町名としての「不来方」は残らなかった。

### 「盛岡県」から「岩手県」へ
明治3年（1870年）、廃藩置県により「盛岡県」が誕生するも、明治5年（1872年）に「岩手県」が誕生し、盛岡県はこれに伴って統合された。
明治22年（1889年）、市制施行により「盛岡市」が誕生する。

## 狭義の「不来方」
現在の盛岡市中心部は「岩手郡仁王郷不来方」に相当する。その名は南北朝期には既に古文書に記されており、「陸奥話紀」の記載では、清原武則の甥・橘頼為が領主となっていたのが「逆志方」。南部氏は蒲生氏郷らの勧めでこの地への築城を決めたという。
一般に、南部氏が築いた盛岡城の別名が「不来方城」と解されているが、厳密には両者は別の城である。
永享11年（1439年）に福士氏が城代として定着し、「不来方殿」と呼ばれたのが「不来方城」の始まりであり、「不来方城」を基礎に拡大して南部氏が築いたものが、後の「盛岡城」である。
現在の岩手医科大学附属病院の北辺（盛岡市本町通）には、不来方町の石碑が残っている。また、盛岡城址には不来方城を詠んだ石川啄木の句碑が立てられている。

## 広義の「不来方」
「不来方」は、「盛岡の雅称」として用いられることが多い。この場合、盛岡市中心部のみならず、盛岡地域全体を示す象徴的な言葉であることが多い。「岩手県立不来方高等学校」の開校によって、所在地である矢巾町附近に「不来方」を冠する施設が多いが、本来、矢巾地域を示す言葉ではない。
- 不来方祭：国立大学法人岩手大学の大学祭の名称。校地が盛岡市にあることから、盛岡の古名より命名される。
- 不来方橋：盛岡市盛岡駅前通と盛岡市大沢川原を結ぶ橋。北上川に架かる。公募により命名。
- 不来方賞：岩手競馬のサラブレッド系3歳馬で争われる重賞競走。詳しくは不来方賞の項を参照。
- 岩手県立不来方高等学校：岩手県紫波郡矢巾町にある普通科高等学校。校章は盛岡藩主・南部家の家紋「向かい鶴」をモチーフとしている。
- こずかた号：盛岡市が運営する移動図書館車の名称。
- こずかた日詩
- こずかたサービス